# 王遇賓
王遇賓（？—？），字叔元，號晉吾，南直隶苏州府昆山县民籍，太仓州人，明朝政治人物。

## 生平
万历十九年（1591年）辛卯科应天乡试舉人，萬曆三十二年（1604年）甲辰科进士，通政司觀政，授青县知县，三十三年调河间县，重建當地學宮，捐俸置學田，又創立瀛州書院，三十八年升大理寺評事，三十九年升刑部主事，四十一年升员外，升郎中，四十二年升重庆知府，四十六年升本省下川南道副使，四十七年患病归乡。